# Эйгель, Павел Павлович
Павел Павлович Эйгель (род. 1 марта 1990 года) — мастер спорта России международного класса (гребной слалом, байдарка-одиночка), бронзовый призёр чемпионата мира.

## Карьера
Родился, живёт и тренируется в Москве. Гребным слаломом занимается с 10 лет. Тренировался у Андрея Тезикова и Сергея Натальина. Чемпион России (2008, 2011—2015 — лично; 2011—2015 — команда). Серебряный (2007 — лично; 2006—2009 — команда) и бронзовый (2006, 2009 — лично; 2010 — команда) призёр чемпионатов России.
Участвовал в Олимпиаде 2016 года в Рио-де-Жанейро, где стал девятым в финальном заплыве байдарок-одиночек с результатом 92,62с.
В 2018 году Павел стал первым в истории России медалистом чемпионата мира по гребному слалому. Он занял 3 место в категории K1 со временем 92,17с.

## Ссылка
- Павел Эйгель
- Павел Эйгель